# Ocracoke
Ocracoke is een plaats (census-designated place) op het eiland met dezelfde naam voor de kust van de staat North Carolina in de Verenigde Staten. Het eiland ligt circa 50 km buiten de kust en is alleen bereikbaar per boot. Bestuurlijk valt deze plaats onder Hyde County.
In de 18de eeuw was het eiland een gewilde plaats voor piraten. Het lokale dialect wordt niet beschouwd als Amerikaans.

## Geschiedenis
De Italiaanse ontdekkingsreiziger Giovanni da Verrazzano beschreef als eerste het gebied in detail in 1524. In 1585 liep het schip "Tiger", onderdeel van een expeditie van Sir Walter Raleigh, vast op Ocracoke inlet en was gedwongen op het eiland te landen voor reparaties. Het was een favoriete schuilplek van Edward Teach, ook wel bekend als Zwartbaard, die tussen Nassau en de Shoals eilanden laveerde. Hij werd op deze plek tijdens een verwoede gevecht tegen krijgsmannen uit de staat Virginia om het leven gebracht op 22 november 1718.

## Demografie
Bij de volkstelling in 2000 werd het aantal inwoners vastgesteld op 769.

## Geografie
Volgens het United States Census Bureau beslaat de plaats een oppervlakte van
25,0 km², waarvan 24,8 km² land en 0,2 km² water. Ocracoke ligt op ongeveer 1 m boven zeeniveau.